# Trioceros hoehnelii
El camaleón de casco (Trioceros hoehnelii)  es una especie de lagarto iguanio de la familia de los camaleones, nativo de África Oriental.

## Distribución y hábitat
Se distribuye en el este de Uganda y el altiplano central y occidental de Kenia. Su rango altitudinal oscila entre 1600 y 4000 m s. n. m. 
Su hábitat se compone de arbustos y árboles montanos, brezal ericáceo, e incluye zonas perturbadas, campos agrícolas y zonas semiurbanas.

## Estado de conservación
Esta especie tiene una amplia distribución y parece tener la capacidad de adaptarse a una degradación de su hábitat natural, ya que ocurre también en zonas agrícolas y semiurbanas. Por lo tanto ha sido clasificada como una «especie bajo preocupación menor» por la UICN. Como está siendo capturada para el comercio de animales salvajes, la especie ha sido incluida en el Apéndice II de CITES para limitar sus efectos.